# Рожат
42°40′ пн. ш. 18°07′ сх. д. / 42.67° пн. ш. 18.12° сх. д.
Рожат (хорв. Rožat) — населений пункт у Хорватії, в Дубровницько-Неретванській жупанії у складі міста Дубровник.

## Населення
Населення за даними перепису 2011 року становило 340 осіб.
Динаміка чисельності населення поселення: